# ساختار پروسکایت

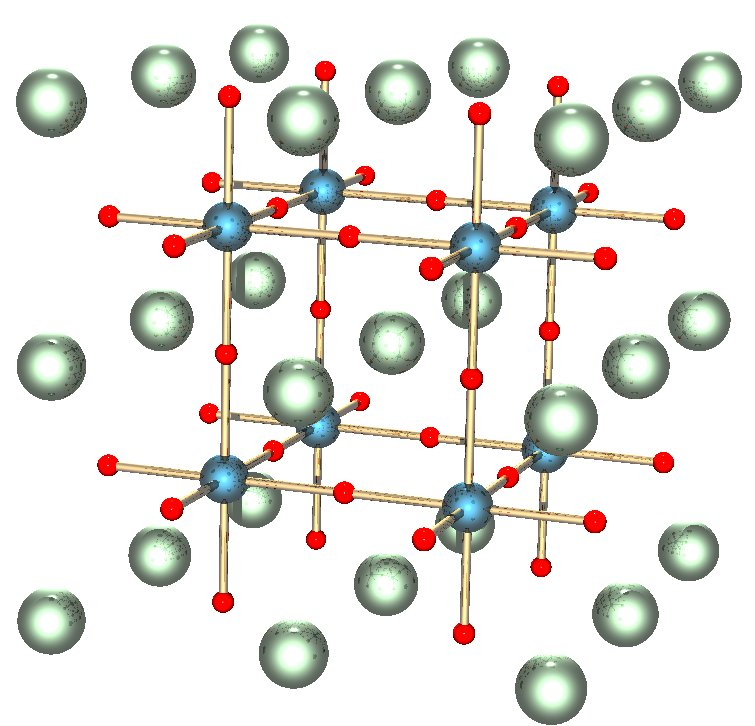
نمایش فضایی ساختار پروسکایت با فرمول شیمیایی ABO3. کره‌های قرمز اتم‌های اکسیژن، آبی‌ها اتم‌های B (معمولاً کاتیون‌های فلزی کوچک) و سبزها اتم‌های A (معمولاً کاتیون‌های فلزی بزرگ) هستند.

ساختار پروسکایت (Perovskite) یکی از ساختارهای سه‌تایی مواد با فرمول عمومی ABO۳ است. این ساختار از هشت‌وجهی‌های BO۶ تشکیل شده‌است که کاتیون‌های بزرگ A در حفرات هشت‌وجهی قرار دارند.
این ماده در ساخت سلول های خورشیدی کاربرد دارد.